# A Question of Time
«A Question of Time» (в переводе с англ. — «Вопрос времени») — песня британской группы Depeche Mode, третий и последний сингл из их пятого студийного альбома Black Celebration, 17-й в дискографии группы. Записан на студии Hansa Mischraum в Берлине, вышел 11 августа 1986 года.

## О сингле
Ремиксовая версия с релиза 7" имеет несколько более быстрый темп, нежели оригинальная версия песни с альбома Black Celebration. Версия ремикса с ещё более быстрым темпом появилась на сборнике The Singles 86>98.
На сингле нет новых песен в качестве би-сайдов (у группы это первый такой сингл, не считая двойного «Blasphemous Rumours» / «Somebody»), зато присутствуют ремикс песни «Black Celebration» и разные «живые» треки.
На ограниченной версии британского 12" издания в восьмом треке («A Question of Time») версия «New Town Mix» переходит непосредственно в «Live Remix».
Все «живые» треки, представленные на различных версиях сингла, записаны 10 апреля 1986 года в Национальном выставочном центре в Бирмингеме.
Видеоклип на «A Question of Time» стал первым клипом Depeche Mode, снятый Антоном Корбейном. Это стало началом многолетнего сотрудничества между группой и режиссёром. Клип был включен в видеосборники Strange и The Videos 86>98.
Голландская группа Clan of Xymox записала песню для своего сборника кавер-версий 2012 года Kindred Spirits.

## Списки композиций
Слова и музыка всех песен — написаны Мартином Гором.
| №  | Название                     | Длительность |
| -- | ---------------------------- | ------------ |
| 1. | «A Question of Time» (Remix) | 3:54         |

| №  | Название                   | Длительность |
| -- | -------------------------- | ------------ |
| 1. | «Black Celebration» (Live) | 5:56         |

| №  | Название                              | Длительность |
| -- | ------------------------------------- | ------------ |
| 1. | «A Question of Time» (Extended Remix) | 6:31         |
| 2. | «Black Celebration» (Live)            | 6:06         |
| 3. | «Something to Do» (Live)              | 3:56         |
| 4. | «Stripped» (Live)                     | 6:26         |

| №  | Название                              | Длительность |
| -- | ------------------------------------- | ------------ |
| 1. | «A Question of Time» (New Town Mix)   | 6:50         |
| 2. | «A Question of Time» (Live Remix)     | 4:21         |
| 3. | «Black Celebration» (Black Tulip Mix) | 6:36         |
| 4. | «More Than a Party» (Live Remix)      | 5:12         |

| №  | Название                                       | Длительность |
| -- | ---------------------------------------------- | ------------ |
| 1. | «A Question of Time» (Remix)                   | 4:05         |
| 2. | «Black Celebration» (Live)                     | 6:05         |
| 3. | «Something to Do» (Live)                       | 3:50         |
| 4. | «Stripped» (Live)                              | 6:23         |
| 5. | «More Than a Party» (Live)                     | 5:07         |
| 6. | «A Question of Time» (Extended Remix)          | 6:39         |
| 7. | «Black Celebration» (Black Tulip Mix)          | 6:34         |
| 8. | «A Question of Time» (New Town Mix/Live Remix) | 11:08        |

| №  | Название                              | Длительность |
| -- | ------------------------------------- | ------------ |
| 1. | «A Question of Time» (Extended Remix) | 6:38         |
| 2. | «Something to Do» (Live)              | 3:50         |
| 3. | «A Question of Lust» (Minimal)        | 6:47         |
| 4. | «Black Celebration» (Live)            | 6:05         |

## Позиции в хит-парадах
| Чарт (1986)                                        | Позиция |
| -------------------------------------------------- | ------- |
| Великобритания (OCC UK Singles)                    | 17      |
| Ирландия (IRMA)                                    | 10      |
| Нидерланды (Single Top 100)                        | 34      |
| США (Billboard Hot Dance Music/Maxi-Singles Sales) | 34      |
| Франция (SNEP)                                     | 29      |
| ФРГ (Media Control AG)                             | 4       |
| Швейцария (Schweizer Hitparade)                    | 9       |
| Швеция (Sverigetopplistan)                         | 18      |